# Mametz (Pas-de-Calais)
Mametz település Franciaországban, Pas-de-Calais megyében. Lakosainak száma 1985 fő (2022. január 1.). Mametz Aire-sur-la-Lys, Blessy, Saint-Augustin, Thérouanne és Enquin-lez-Guinegatte községekkel határos.

## Népesség
A település népességének változása:
| Lakosok száma | 1975 | 1986 | 2022 | 1997 | 2002 | 2004 | 2006 | 1998 | 1985 |
|               | 2013 | 2015 | 2016 | 2017 | 2018 | 2019 | 2020 | 2021 | 2022 |